# Jerzy Wawrzyniak

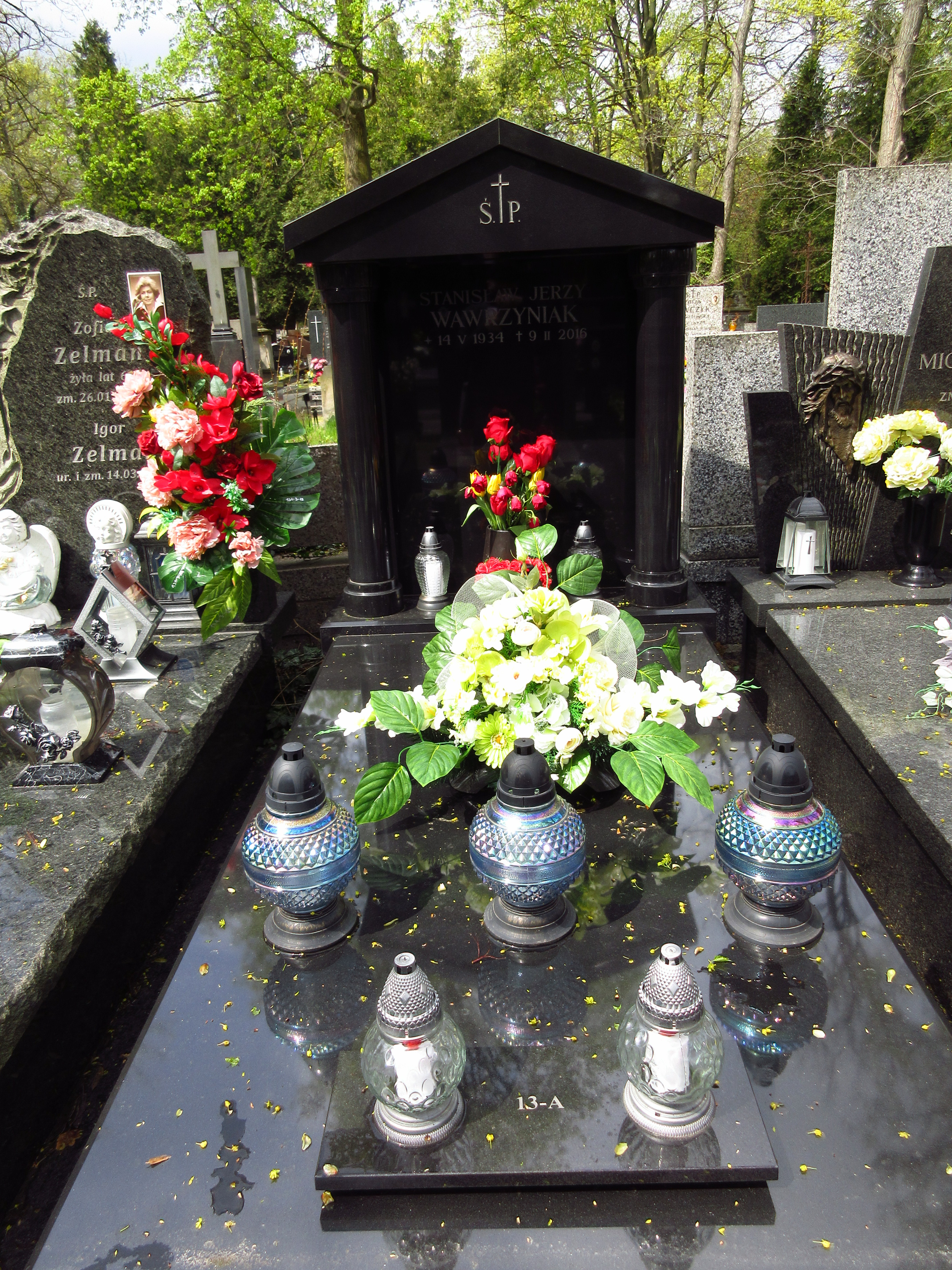
Grób Stanisława Jerzego Wawrzyniaka na cmentarzu bródnowskim w Warszawie

Stanisław Jerzy Wawrzyniak (ur. 14 maja 1934 w Chorzepinie, zm. 9 lutego 2016) – polski działacz jeździecki, hodowca koni, prezes Polskiego Związku Jeździeckiego w latach 1981–1992.

## Życiorys
W latach 1964–1969 pracował w hodowli koni w Waplewie Wielkim, a od 1969 roku piastował funkcję dyrektora Okręgowego Przedsiębiorstwa Hodowli Zwierząt Zarodowych w Polsce Północnej z siedzibą w Sopocie. Był inicjatorem przeniesienia Międzynarodowych Oficjalnych Zawodów w Skokach (CSIO) z Olsztyna do Hipodromu Sopot, który dzięki jego zaangażowaniu został zmodernizowany. Od 1979 roku był naczelnym dyrektorem Zjednoczenia Hodowli i Obrotu Zwierzętami w Warszawie. Był członkiem zarządu, a w latach 1981–1992 prezesem Polskiego Związku Jeździeckiego. Dzięki jego staraniom między innymi koń Artemor został przekazany do Legii Warszawa i w 1980 roku na Letnich Igrzyskach Olimpijskich w Moskwie – Jan Kowalczyk wywalczył na nim złoty medal w konkursie skoków indywidualnie oraz srebrny medal w konkursie skoków drużynowo. Pochowany na cmentarzu Bródnowskim (kwatera 13A-3-17).